# Etylomorfina
Etylomorfina, dionina (łac. Aethylmorphinum hydrochloricum, Ethylmorphini hydrochloridum FP XI, syn. Dioninum) – organiczny związek chemiczny, pochodna etylowa morfiny (etylowana grupa hydroksylowa 3-OH przy pierścieniu benzenowym).
Znajduje zastosowanie w lecznictwie w postaci chlorowodorku (chlorowodorek 3-etoksy-6-hydroksy-4,5-epoksy-N-metylomorfinonu). Podany doustnie chlorowodorek etylomorfiny wchłania się dobrze z przewodu pokarmowego. Związek wykazuje właściwości zbliżone do pozostałych pochodnych alkaloidów fenantrenowych (morfiny, kodeiny, dihydrokodeiny). Wykazuje silniejsze od kodeiny i słabsze od morfiny działanie przeciwbólowe i przeciwkaszlowe. Wykazuje także działanie uspokajające. Związek zastosowany miejscowo wykazuje działanie drażniące. Obecnie stosowany jako silny środek przeciwkaszlowy, znacznie rzadziej jako środek przeciwbólowy (w bólach różnego pochodzenia; jednak w terapii paliatywnej bólów nowotworowych ustępuje miejsca innym środkom, m.in. fentanylowi, morfinie).
Ponadto miejscowo w okulistyce, w leczeniu owrzodzeń rogówki, w zapaleniu tęczówki, wysiękach wewnątrzgałkowych ciała szklistego i jaskrze. Farmakopea Polska podaje, że dawka maksymalna jednorazowa wynosi 0,05 g, dawka maksymalna dobowa: 0,15 g, krople do oczu: 1–3%.
Preparaty
- Aethylmorphinum hydrochloricum (Dioninum) 1 g – surowiec farmaceutyczny do receptury aptecznej / Zakład Farmaceutyczny „Amara”